# یکاترینوفسکی (آدیغیه)
یکاترینوفسکی (به لاتین: Yekaterinovsky) یک منطقهٔ مسکونی در روسیه است که در آدیغیه واقع شده‌است.